# Oxyacantha
Oxyacantha là một chi thực vật có hoa trong họ Hoa hồng.